# 어도비 보코
어도비 보코(Adobe Voco)는 어도비의 오디오 편집 및 생성 프로토타입 소프트웨어의 하나이다. 음성의 포토샵으로 알려져 있다. 또한 2016년 11월 어도비 맥스 이벤트에서 처음 시연되었으며 어도비 크리에이티브 제품군에 소속될 것으로 예측되었다.

## 기술 사양
원하는 대상의 목소리를 입력할 때 프로그램은 약 20분이 소요되며 이후에 대상 예제에 존재하지 않는 낱소리와 함께 음성을 생성할 수 있다. 이 소프트웨어는 민족적 관심사를 표출하며 원하는 말의 음성 조작을 허용한다.
어도비 보코 및 딥마인드가 제공하는 비슷한 기능을 하는 웨이브넷과 함께
음성 합성은 인간의 목소리와는 완전히 구별이 어려울 정도로 되었다.
어도비는 어도비 보코가 오디오 제작 비용을 낮춰줄 것이라고 언급하였다.